# Santa Bárbara (Barinas)
Pour les articles homonymes, voir Santa Barbara.
Santa Bárbara est une ville du Venezuela, capitale de la paroisse civile de Santa Bárbara et chef-lieu de la municipalité de Ezequiel Zamora dans l'État de Barinas, fondée en 1911. En 2008, sa population est estimée à 62 000 habitants.

## Sources
- (es) Cet article est partiellement ou en totalité issu de l’article de Wikipédia en espagnol intitulé « Santa Bárbara (Barinas, Venezuela) » (voir la liste des auteurs).